# Estádio 15 de Outubro
O Estádio 15 de Outubro (em francês: Stade 15 Octobre) é um estádio multiuso localizado na cidade de Bizerta, na Tunísia. Inaugurado em 1990, passou por uma remodelção no ínicio da década de 2000 para tornar-se uma das sedes oficiais do Campeonato Africano das Nações de 2004. Na ocasião, abrigou jogos da fase de grupos da competição. Além disso, é oficialmente a casa onde o Club Athlétique Bizertin manda seus jogos oficiais por competições nacionais e continentais. Sua capacidade máxima é de 20 000 espectadores.